# Dilophus venulatus
Dilophus venulatus är en tvåvingeart som beskrevs av Johnson 1919. Dilophus venulatus ingår i släktet Dilophus och familjen hårmyggor.
Artens utbredningsområde är Jamaica. Inga underarter finns listade i Catalogue of Life.